# Fotonstrålning
Fotonstrålning är inom radiomedicin joniserande elektromagnetisk strålning. Det finns två olika sorters fotonstrålning, gammastrålning och röntgenstrålning. Dessa skiljs endast åt genom strålningens ursprung. 
- Gammastrålning definieras som den joniserande elektromagnetiska strålning som emitteras från en atomkärna eller från en annihilation mellan materia och antimateria.
- Röntgenstrålning definieras som den joniserande elektromagnetiska strålning som emitteras från laddade partiklar som flyttas mellan olika atomenerginivåer (det vill säga vid  "karakteristisk röntgenstrålning" och "fluorescerande röntgenstrålning") eller från laddade partiklar som bromsas i ett elektriskt fält.

Fotonstrålningen är alltid indirekt joniserande och sträcker sig över ett energiomfång från 2,6 keV (emittering av karakteristisk röntgen från Ar-37 via elektroninfångning) till 7,1 MeV (γ-strålning från N-16 sönderfall).

## Samband mellan energi och våglängd
Energin E är omvänt proportionell mot våglängden λ, och sambandet mellan energi och våglängd kan skrivas:
{\displaystyle h\cdot \nu ={\frac {h\cdot c}{\lambda }}={\frac {1,2398\mathrm {[keV\cdot nm]} }{\lambda \mathrm {[nm]} }}=E\mathrm {[keV]} }
Där {\displaystyle {\mathit {c}}} är ljusets hastighet, {\displaystyle {\mathit {h}}} är Plancks konstant och {\displaystyle {\mathit {v}}} är fotonstrålningens frekvens.
I SI-enheter blir motsvarande förhållande:
{\displaystyle h\cdot \nu ={\frac {h\cdot c}{\lambda }}={\frac {1,9865\cdot 10^{-25}\mathrm {[J\cdot m]} }{\lambda \mathrm {[m]} }}=E\mathrm {[J]} }